# Powiat kluczborski
Powiat kluczborski – powiat w Polsce (województwo opolskie), utworzony w 1999 roku w ramach reformy administracyjnej. Jego siedzibą jest miasto Kluczbork.
W skład powiatu wchodzą:
- gminy miejsko-wiejskie: Byczyna, Kluczbork, Wołczyn
- gminy wiejskie: Lasowice Wielkie
- miasta: Byczyna, Kluczbork, Wołczyn

Polska reforma administracyjna (1999) przeniosła do powiatu kluczborskiego gminę Lasowice Wielkie, w przeszłości znajdującą się w granicach powiatu oleskiego.
Według danych z 31 grudnia 2019 roku powiat zamieszkiwało 65 470 osób. Natomiast według danych z 30 czerwca 2020 roku powiat zamieszkiwało 65 266 osób.

## Położenie
Powiat kluczborski położony jest na Nizinie Śląskiej nad Stobrawą – prawym dopływem Odry, w północnej części województwa opolskiego. Większość jego obszaru nie wykracza poza wysokość 250 m n.p.m. W krajobrazie dominują tereny nizinne, a występujące nierówności terenu z reguły nie wykraczają poza wartości 20–40 m.
Historycznie większość terenów powiatu leży na Dolnym Śląsku, lecz często są kojarzone z Górnym Śląskiem; do prowincji Oberschlesien zostały włączone po 1818 roku. Nie dotyczy to gminy Lasowice Wielkie, dotychczas znajdującej się na Górnym Śląsku, w granicach powiatu oleskiego, oraz terenów gminy Kluczbork, gdzie naturalną granicą obu krain jest rzeka Stobrawa.
Powiat kluczborski administracyjnie podzielony jest na cztery gminy: Kluczbork, Wołczyn, Byczyna i Lasowice Wielkie – trzy pierwsze to gminy miejsko-wiejskie, czwarta to gmina wiejska. Na powierzchni powiatu liczącej 852 km² zamieszkuje obecnie około 72 800 osób. Na jego terytorium krzyżują się szlaki kołowe dróg krajowych nr 11 Lubliniec – Poznań oraz nr 45 Opole – Łódź. Miasto Kluczbork to również ważny węzeł kolejowy z liniami łączącymi: Katowice – Wrocław, Katowice – Poznań oraz kierunkami: Lubliniec i Opole.

## Historia
W okresie przynależności tych terenów do Prus istniał powiat kluczborski (niem. Landkreis Creuzburg O.S., Landkreis Creuzburg in Oberschlesien), do którego wchodziły obok Kluczborka miasta Wołczyn oraz Byczyna, a także 63 gminy.
Topograficzny opis Górnego Śląska z 1865 roku odnotowuje dane statystyczne z roku 1861 gdzie ludność powiatu szacuje się na 27 780 z czego było wówczas "(...) 72,79% ewangelików, 9620 lub 25,21% katolików oraz 763 Żydów"". Z danych dotyczących nauczania w regionie w połowie XIX wieku wynika, że większość mieszkańców powiatu stanowiła ludność polskojęzyczna. W szkołach elementarnych, gimnazjach oraz seminariach zatrudnionych było 36 kleryków, 104 nauczycieli, a uczyło się w nich 5592 uczniów z czego 1535 mówiło po niemiecku, a 4057 po polsku jako językiem macierzystym - "Unterrichtet werden 36 Seminaristen, 104 Realschuler und 5592 Schulkinder. Von diesen find 1535, welche das Deutsche und 4057, welche das Polnische als ihre Muttersprache reden".

## Gospodarka
Powiat ma charakter rolniczo-przemysłowy. Ponad połowę jego powierzchni zajmują użytki rolne. Średnia jakość gleb oraz łagodny klimat sprzyjają uprawie żyta, pszenicy i roślin okopowych. Do bogactw tych terenów należą zasoby mineralne: przede wszystkim lecznicza solanka wołczyńska, a także złoża żwirów budowlanych, piasków oraz torfu. Do najważniejszych działów kluczborskiej gospodarki można zaliczyć przemysły: elektromaszynowy, spożywczy i budowlany. Przemysł skupiony jest głównie w stolicy regionu – Kluczborku. Największe firmy gminy to: Fabryka Maszyn i Urządzeń „Famak”, PV „Prefabet – Kluczbork” S.A. Wśród inwestorów zagranicznych dominuje kapitał niemiecki. Okucia do stolarki okiennej i drzwi produkuje tu firma SIEGENIA-AUBI, płyty i rury betonowe – wspomniany już P.V. Prefabet. Swoje markety usytuowały tu sieci francuska i niemiecka. Drugim ważnym ośrodkiem przemysłowym w powiecie jest Wołczyn. W końcu XIX wieku powstał tu zakład produkujący drożdże działający do dziś pod nazwą Lesaffre Bio-Corporation Sp. z o.o.. Działa tu również Huta Szkła Kama Vitrum. Obecnie na terenie powiatu zarejestrowanych jest blisko 5 tys. podmiotów gospodarczych.

## Współpraca partnerska
Powiat kluczborski w marcu 2000 r. podpisał akt partnerstwa z niemieckim powiatem Bad Dürkheim, a w maju 2000 r. deklarację o współpracy z powiatem brzeżańskim na Ukrainie.

## Demografia
Liczba ludności (dane z 30 czerwca 2005):
|        | Ogółem | Ogółem | Kobiety | Kobiety | Mężczyźni | Mężczyźni |
| osób   | %      | osób   | %       | osób    | %         |           |
| ------ | ------ | ------ | ------- | ------- | --------- | --------- |
| Ogółem | 70 519 | 100    | 36 059  | 51,13   | 34 460    | 48,87     |
| Miasto | 36 009 | 51,06  | 18 695  | 26,51   | 17 314    | 24,55     |
| Wieś   | 34 510 | 48,94  | 17 364  | 24,62   | 17 146    | 24,31     |

▶Wieś vs ▶miasto
Ogółem (▶k, ▶m)
Miasto (▶k, ▶m)
Wieś (▶k, ▶m)
Państwowy Urząd Repatriacyjny rozpoczął akcję polskiego osadnictwa na terenie powiatu w dniu 8 kwietnia 1945 - wtedy to przybył do Kluczborka i Strzelec Opolskich pierwszy transport osiedleńców ze Stanisławowa i Kołomyi (40 rodzin, 240 osób). Do końca 1945 osiedliło się w powiecie 27.160 osób (w miastach 8800). W lutym 1946 przekroczono pojemność osadniczą (w kwietniu nadwyżka wynosiła 1100 osób). Weryfikacja ludności rodzimej rozpoczęta w czerwcu 1945 spowodowała uznanie za Polaków około 9000 ludzi, a 5000 Niemców repatriowano na tereny tego kraju. 700 osób przesiedlono z powiatu na inne tereny polskie. W 1955 przekroczono liczbę ludności sprzed 1939. Osadnictwo było niejednorodne - Gminy Wierzbica Górna i Krzywiczyny, gdzie wysiedlenia były największe, zasiedlono repatriantami z województw tarnopolskiego, stanisławowskiego, lwowskiego, wołyńskiego i z Polski centralnej. W pozostałych jedynie uzupełniano osadnictwo. Liczba ludności wynosiła:

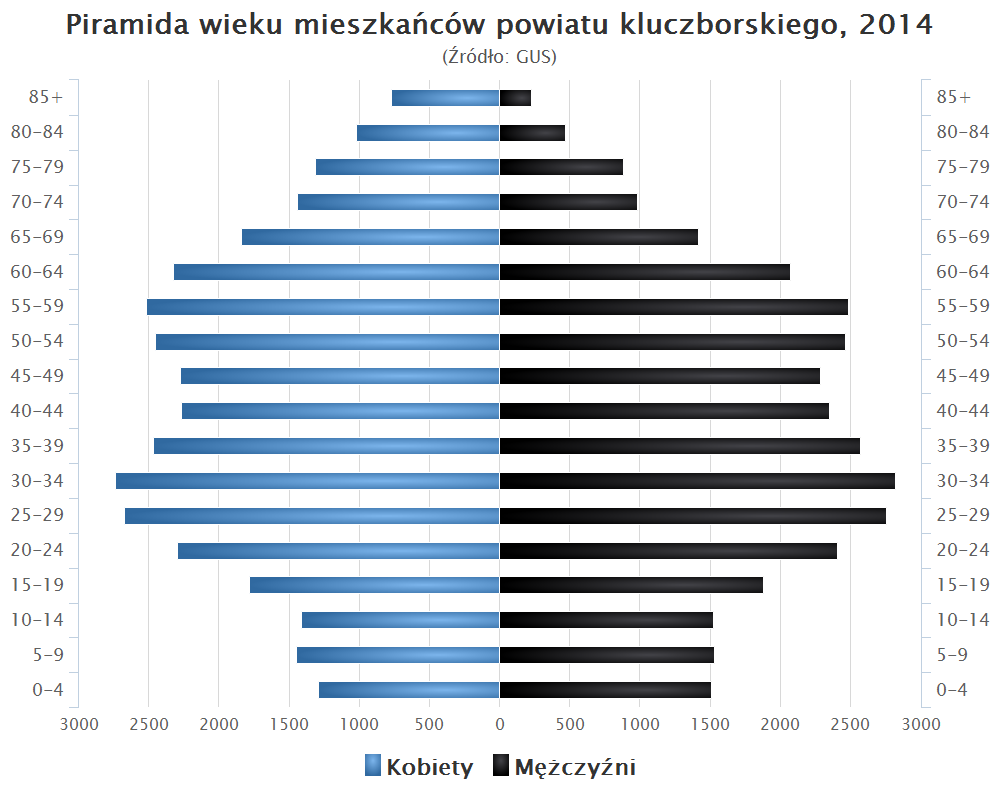
Piramida wieku mieszkańców powiatu kluczborskiego w 2014 roku

- w 1939 - 50.500 osób,
- w 1945 - 3200 osób,
- w 1948 - 45.000 osób,
- w 1955 - 51.356 osób,
- w 1961 - 54.271 osób[7].

## Starostowie kluczborscy
- Stanisław Rakoczy (1999–2006) (PSL)
- Piotr Pośpiech (2006–2018) (PSL)
- Mirosław Birecki (od 2018)

## Sąsiednie powiaty
- powiat oleski
- powiat opolski
- powiat namysłowski
- powiat kępiński (wielkopolskie)
- powiat wieruszowski (łódzkie)